# Rob Sonic
Rob Sonic, de son vrai nom Rob Smith, né à Washington DC., est un rappeur et producteur américain. Il fait partie des groupes Sonic Sum et Hail Mary Mallon (aux côtés d'Aesop Rock), avec lesquels il commence sa carrière dans le Bronx, New York. Il débute en 2003 une carrière solo sur le label Definitive Jux.

## Biographie
Rob est né à Washington DC.. Au fil de son enfance, Rob Sonic découvre différents styles de musique. Il écoute notamment les Beatles, Run–DMC, Kraftwerk, Talking Heads, Led Zeppelin, Public Enemy, Muddy Waters, Ultramagnetic MCs ou encore The Clash. En 1998, il forme le groupe Sonic Sum avec Erik M.O., Fred One et Preservation et sort son premier EP. 
En 2000, le groupe qu'il mène obtient un succès critique lors de la sortie de leur premier album, The Sanity Annex, et ce à la fois aux États-Unis mais également en Europe et au Japon. Le magazine américain Spin lui décerne le titre de "2e meilleur album de l'année que personne n'a écouté". Néanmoins, cette réputation porte ses fruits et les collaborations affluent (DJ Krush, Slug, Techno Animals ou Funkstörung) et le groupe est cité par Radiohead, Bobbito García ou Autechre. En 2004, paraît Films, le deuxième album du groupe, sur le label japonais Tri-Eight. Films sera ré-édité en 2008 sur Definitive Jux, puis en 2015, en vinyle, sur le label français a night on canopy. Mike Ladd et Jaleel Bunton (TV on the Radio) participent à l'album.
En 2003, Rob Sonic signe chez le label Definitive Jux, dont le directeur, El-P, découvre combien le son de Rob Sonic correspond à ses affinités. Il sort son premier album solo en 2004, Telicatessen, puis son deuxième le 25 septembre 2007, Sabotage Gigante. La chanson Sniper Picnic, tirée de Telicatessen, figure sur la bande originale du jeu vidéo Tony Hawk's American Wasteland, sorti en 2005. Puis en 2010, c'est au tour du jeu Skate 3 d'accueillir la piste Brand New Vandals. En termes de collaborations, il apparaît aux côtés de Aesop Rock sur son album None Shall Pass publié en 2007, sur les pistes Dark Heart News et The Harbor Is Yours.
En 2011, Rob Sonic, Aesop Rock et DJ Big Wiz forment le groupe Hail Mary Mallon et publient l'album Are You Gonna Eat That?, sur le label Rhymesayers Entertainment. Ils sortent un deuxième album en 2014, Bestiary. La même année, Rob Sonic publie un nouvel album solo, Alice in Thunderdome, le 26 août.

## Discographie

### Albums studio
- 2004 : Telicatessen
- 2007 : Sabotage Gigante
- 2014 : Alice in the Thunderdome

### Albums collaboratifs
- 1999 : The Sanity Annex (avec Sonic Sum)
- 2002 : Plaster Man (avec Sonic Sum)
- 2003 : Operazor EP (avec Sonic Sum)
- 2004 : Films (avec Sonic Sum) / 2008 : Réédition CD (Definitive Jux) / 2015 : Réédition vinyle (a night on canopy)
- 2011 : Are You Gonna Eat That? (avec Hail Mary Mallon)
- 2014 : Bestiary (avec Hail Mary Mallon)

### Singles
- 1998 : Downtown Maze / Skypirate (avec Sonic Sum)
- 1999 : Callarama Gala / Flatlands (avec Sonic Sum)
- 2000 : Himbro St. / It's An Ashtray (avec Sonic Sum)
- 2001 : Rocket (avec Sonic Sum)
- 2003 : Films (avec Sonic Sum)
- 2004 : Death Vendor / Dylsexia (Definitive Jux)
- 2004 : Shoplift (Definitive Jux)
- 2006 : Fatman and Littleboy / The Over Under (Definitive Jux)
- 2007 : Rock the Convoy (Definitive Jux)
- 2011 : Meter Feder (avec Hail Mary Mallon)